# Udatný král
Udatný král (ve slovenském originále Udatný kráľ) je jediná opera (op. 60)) významného slovenského skladatele Alexandra Moyzese. Původně vznikla v roce 1935 jako rozhlasová opera či scénická kantáta Svätopluk (op. 25), v letech 1965–1966 se k ní skladatel vrátil a přepracoval do skutečné dramatické podoby. V této podobě měla premiéru ve Slovenském národním divadle v Bratislavě dne 5. listopadu 1967.

## Vznik, historie a charakteristika díla
Alexander Moyzes se v 30. letech 20. století prosadil jako významný slovenský skladatel (vedle Eugena Suchoně) a v roce 1935 vytvořil své první hudebně-dramatické dílo. Vzniklo seskupením fragmentů z eposu Jána Hollého Svatopluk z roku 1833, které vybrali a dramaturgicky upravili společně skladatel a Ľudo Zúbek. Tato skladba se dělí na předehru a osm obrazů spojených orchestrálními mezihrami a trvá asi 50 minut. Povahou jde spíše než o operu o oratorium nebo kantátu se silnou symfonickou složkou. Dílo bylo pod názvem Svätopluk provedeno nejprve v bratislavském studiu Československého rozhlasu dne 19. května 1935 a následně i na jevišti Slovenského národního divadla dne 27. října 1935. Tato oratorní koncepce byla zřejmě ovlivněna Stravinským (Oidipus rex, Žalmová symfonie).
Muzikolog Ladislav Burlas ve své moyzesovské monografii z roku 1956 zhodnotil první verzi opery takto: „Moyzes dokázal v tomto díle suverénně spojit děj opery a z něho vyplývající zpěvní partie z požadavky logické formální výstavby symfonického díla.“
V polovině šedesátých let 20. století se Moyzes rozhodl ke svému dílu vrátit a přetvořit je na skutečnou operu. O úpravě napsal: „Libreto a scénické uspořádání jsem napsal znovu, tentokrát sám. Některé výrazy jsem sice přiblížil dnešní řeči, ale ponechal jsem v podstatě archaické znění. Jen slovosled jsem občas změnil kvůli zpěvnosti v opeře. Základní hudební strukturu, jakož i tematický materiál jsem ponechal. Hudební řeč opery se však rozvíjela podle nové dramaturgie libreta.“
Mezi hlavní dramaturgické zásahy patří připsání nové postavy, Ženy, jež komentuje děj, a rovněž vložení dvou baletních intermezz. Protože mezitím napsal operu Svätopluk Eugen Suchoň (premiéra 1960), změnil Moyzes název svého díla na Udatný král. Nové zpracování operu celkově výrazně neprodloužilo, nadále trvá celkově jen něco přes hodinu. Tato verze se stala základem nové inscenace Slovenského národního divadla, která měla premiéru 4. listopadu 1967. SND ji předvedlo i v pražském Národním divadle v rámci festivalu Pražské jaro 21. května 1968. Současně pořídila Československá televize Bratislava její záznam a roku 1981 pro ni natočil režisér Branislav Kriška televizní adaptaci Udatného krále.
Už původní verze se vyznačovala převážně symfonickým založením, hudební řeč byla typicky moyzesovskou kombinací neoklasicismu ve formě a rytmu a impresionismu a expresionismu v melodice, harmonii a instrumentaci. I v konečné podobě je základem díla nepřetržitý symfonický hudební tok. Árie jako takové se nevyskytují, zpívané slovo má podobu recitativu, případně ariosa různé podoby, od majestátně klidných po napjatě vzrušené. Forma se vyznačuje soustředěnou tematickou výstavbou, objevují se příznačné motivy (motiv hradu Děvína, motiv Svatoplukova královského majestátu, motiv modlitby). Hudba se pohybuje v rámci rozšířené tonality, někdy i polytonality.
Opera však vykazuje značné slabiny, zejména v dramaturgické oblasti. Skladatelova úprava libreta se příliš nezdařila – nový text není dostatečně srozumitelný ani poetický a přitom ztratil kouzlo původního Hollého jazyka. Scény zůstaly v přepracování venkoncem statické (s výjimkou pátého obrazu), navíc nastal zásadní nepoměr mezi první (1.–3. obraz) a druhou (4.–6. obraz) polovinou díla. Dramatické vyvrcholení nastává již ve 3. obraze (zvolení Svatopluka králem). Poslední obrazy jsou příliš zkratkovité a nesrozumitelné, mimo jiné proto, že mizí i Žena jako komentátorka.
Dobová kritika (v časopise Slovenská hudba) vyslovila obecné mínění, že se jedná o umělecký náročné a pozoruhodné dílo významného skladatele, ale zejména pro své dramaturgické slabosti zůstane zřejmě jen pozoruhodným pokusem než živou součástí repertoáru.

## Osoby
- Žena – soprán
- Svätopluk – baryton
- Slavomír – tenor
- Milín – baryton
- Všeslav – bas
- 1. voják – tenor
- 2. voják – tenor
- Zvestoň – tenor
- Karolman – bas
- Britwald – tenor
- Wilfríd – tenor
- Franští a slovanští bojovníci a ženy – sbor[1]

## Děj opery
(1. obraz) Nitranský kníže Svatopluk je uvězněn na dvoře východofranského krále Karlomana; v žaláři prosí Boha o propuštění z vězení a návrat ke svým Slovákům, kteří mezitím vzdorují Frankům pod vedením jeho příbuzného Slavomíra. Karlomanovi se zjeví ve snu Boží posel a vyzve ho, aby Svatopluka propustil.
(2. obraz) Karloman svolal sněm franských předáků, oznamuje svůj sen a úmysl Svatopluka propustit a učinit opět knížetem, avšak poplatným Franské říši. Předáky žádá o radu, co dále. Wilfríd radí králi proti Svatoplukovi, Britwald však radí přidat Svatoplukovi i království Rastislavovo, které se Rastislavovým zajetím a oslepením Franky uvolnilo, a na druhé straně Svatopluka připoutat i tím, že mu dá Karloman za manželku svou dceru. Tuto radu Karloman a sněm přijímají. Karloman Svatopluka propouští, ustanovuje králem Moravy a vyhlašuje společnou výpravu proti Slavomírovi vedenou Britwaldem a Svatoplukem.
(3. obraz) Svatopluk se spolu se svou družinou v předstihu dostal na Děvín, kde vyjednává se slovenským vojskem vedeným Slavomírem. Ti jsou všichni ochotni uznat Svatopluka za nového krále Moravy, ne však poddanost Franské říši. Svatopluk se rozhoduje přejít na jejich stranu a zprostit se svých závazků vůči Frankům. Je tedy prohlášen králem.
(4. obraz) Britwaldovi se zdá sen, ve kterém jeho vojsko i jej samého roztrhá svými spáry mocný orel. Když procitne, předstoupí před něho Svatoplukův posel Zvěstoň, který jej Svatoplukovým jménem vyzývá, aby odtáhly zpět. Rozzlobený Britwald vyhlašuje Svatoplukovi a Slovákům boj.
(5. obraz) Slováci bojují s Franky o hrad Děvín. S boží pomocí a na přímluvu svatého Cyrila vítězí.
(6. obraz) Britwald vidí, že množství jeho bojovníků padlo: velí zastavit boj a vyzývá Svatopluka na osobní souboj. V tom Svatopluk po tuhém boji zvítězí.

## Instrumentace
Tři flétny (jedna též pikola), dva hoboje, dva klarinety, dva fagoty; čtyři lesní rohy, tři trubky, tři pozouny, tuba; tympány, bicí souprava; harfa; smyčcové nástroje (housle, violy, violoncella, kontrabasy).